# Viajes de agua en el Madrid histórico

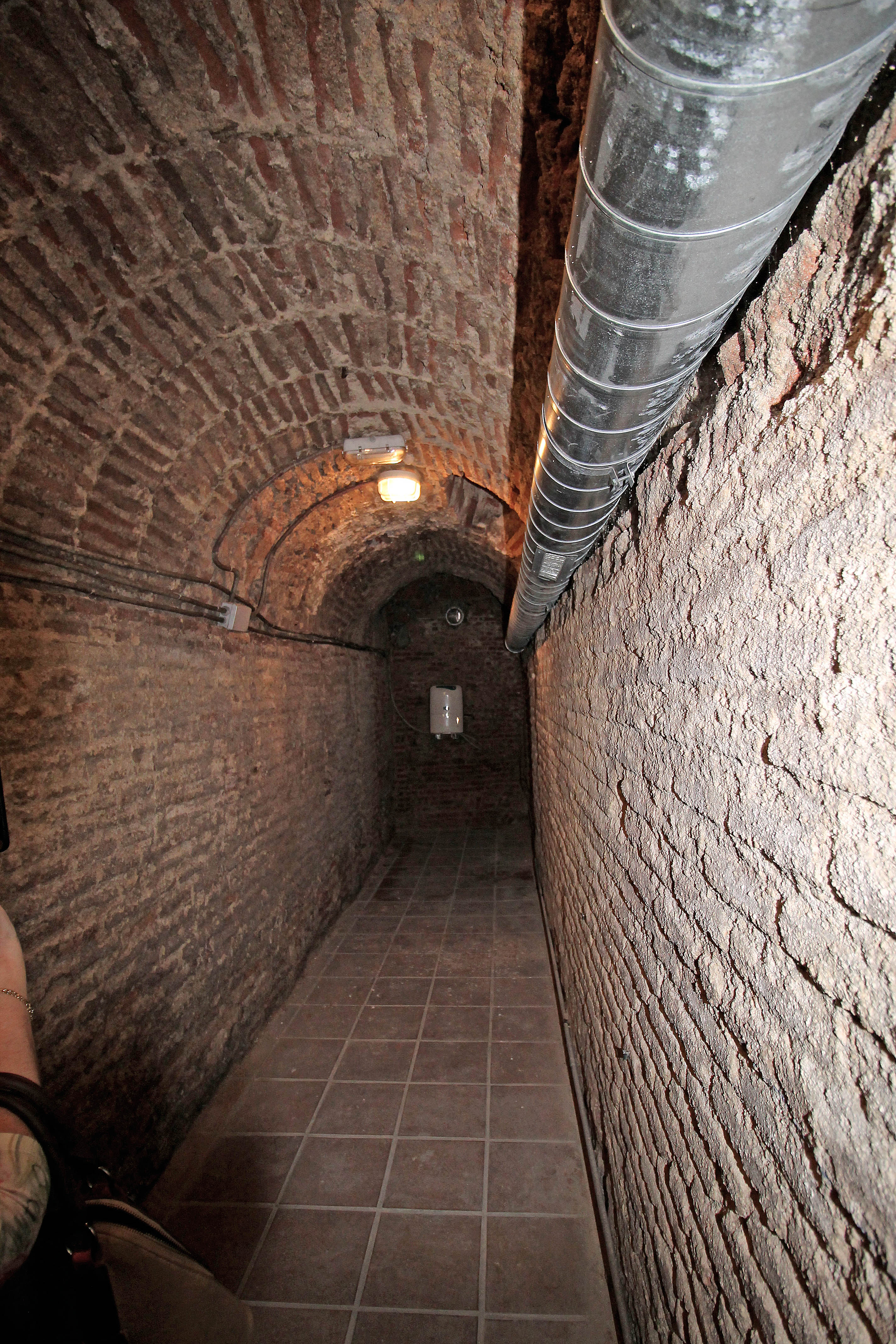
Tramo conservado de un viaje de agua bajo el antiguo palacio del marqués de Villafranca.

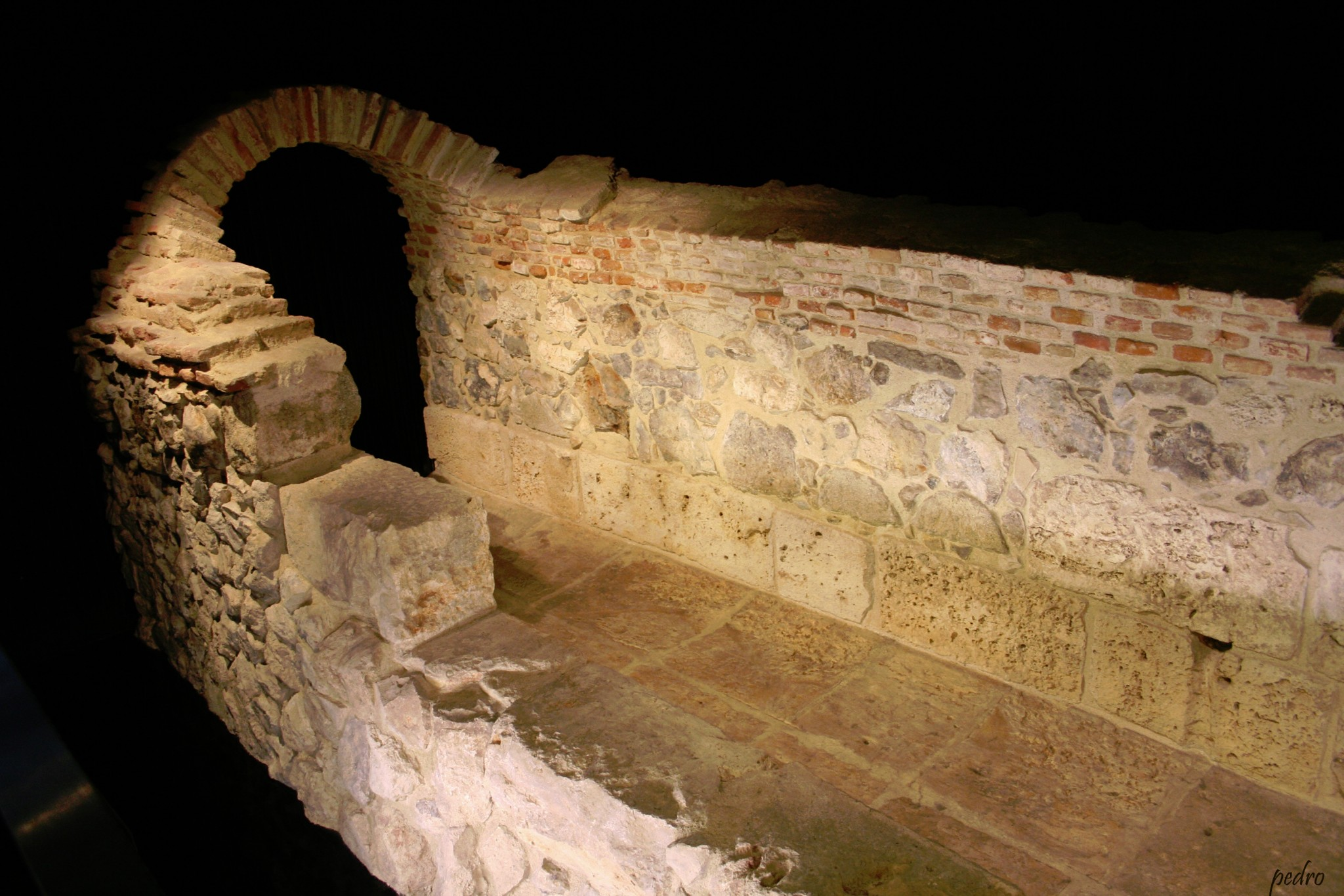
Restos arqueológicos del viaje de Caños del Peral.

Los viajes de agua en el Madrid histórico fueron un sistema de canales subterráneos destinados a asegurar el abastecimiento de agua a la ciudad desde la época de dominación musulmana hasta el XIX, momento en que comenzaron a ser sustituidos por la red de depósitos y conducciones del Canal de Isabel II.
El sistema se componía de galerías subterráneas ligeramente inclinadas que captaban aguas subálveas y las conducían por gravedad hasta puntos de consumo, como fuentes públicas, edificios reales, conventos y hospitales. Estos viajes, excavados con técnicas heredadas del mundo islámico, eran esenciales para garantizar el suministro antes de la llegada de la ingeniería hidráulica moderna.
Entre los principales «viajes» documentados destacan:
- El viaje de Amaniel (1610-1621), propiedad de la Corona, que abastecía al Real Alcázar de Madrid.
- El viaje de la Castellana (1613-1620), gestionado por la Villa de Madrid.
- El Abroñigal Alto y el Abroñigal Bajo (1617-1630), también propiedad municipal.

A estos se sumaron otros de relevancia, como:
- El viaje del Buen Suceso (1612-1618), destinado a surtir una fuente en la Puerta del Sol.
- Los complementarios del de la Castellana: el viaje de Contreras (1637-1645) y el viaje de la Alcubilla (1688-1692).[3]

La progresiva sustitución de los viajes por conducciones modernas en el siglo XIX supuso el abandono de la mayor parte de estas galerías, aunque algunos tramos han sido conservados y excavados arqueológicamente, como los del viaje de Amaniel o el viaje de Caños del Peral.

## Historia
Los «viages» de Madrid, siguiendo el modelo qanat de origen persa, se construyeron entre los siglos viii y ix, durante la dominación árabe de la ciudadela y el primitivo «Mayrit» (o «Majerit»), y aparecen mencionados por primera vez en el Fuero de Madrid de 1202. Según especifica dicho Fuero, el viaje más antiguo del que se tiene noticia, pasaba por debajo de la «alcantariella de Sancti Petri», por lo que se le asocia con el arroyo Matrice, que suministraba agua a los baños públicos y a las tenerías, donde se curtían pieles y se teñían paños y telas, situadas cerca del río Manzanares (antiguo campo de la 'Tela', y luego parque de Atenas).

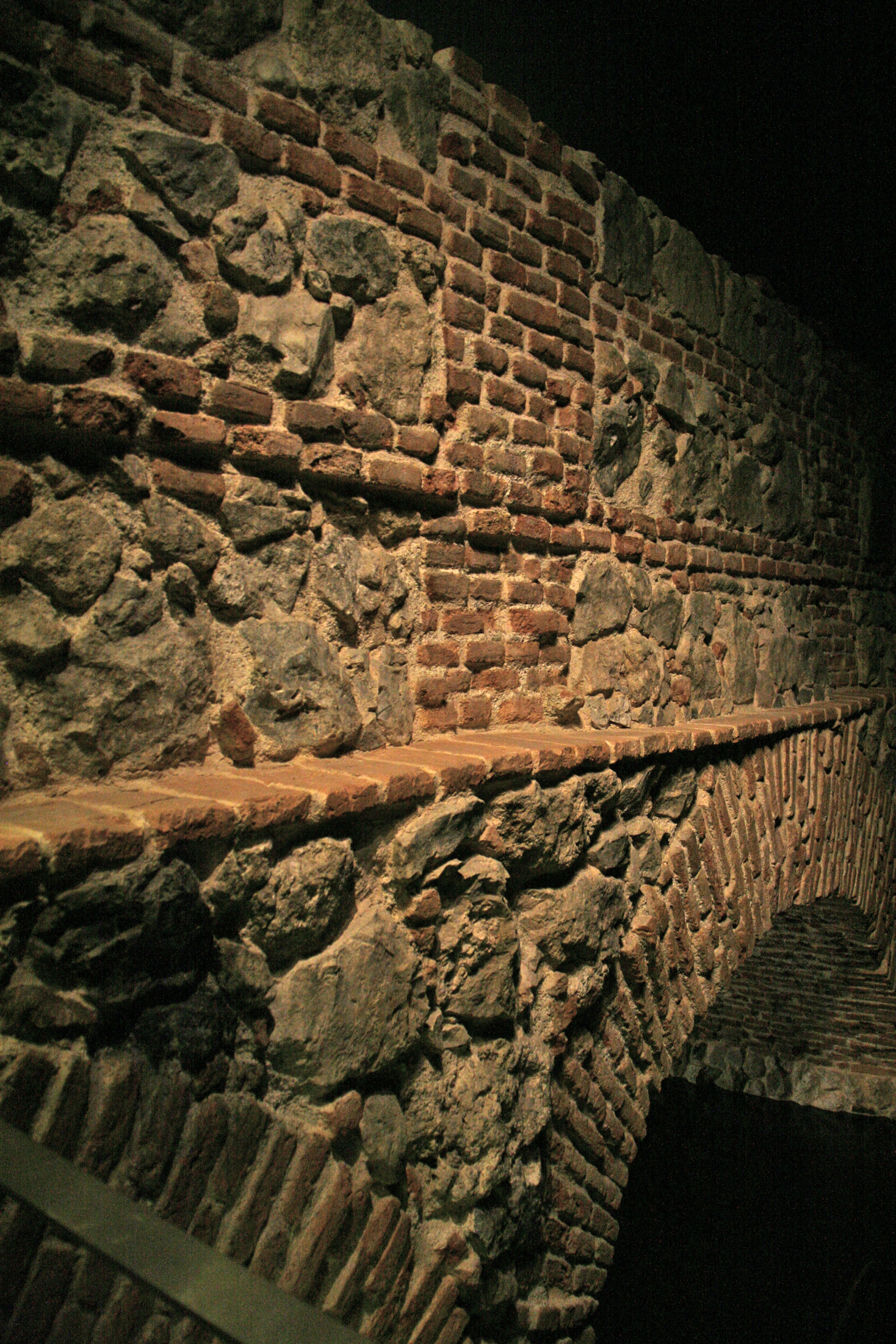
Sección del viaje de Amaniel en el Museo metropolitano de Madrid, en la estación de Ópera.

El agua de las abundantes fuentes, y arroyos alimentados por los acuíferos del terreno ocupado por antigua Villa y su entorno, sirvieron de suministro, tanto para consumo humano, como para regadío y ornamento (fuentes) desde su fundación hasta la creación del Canal de Isabel II, en el siglo xix. Durante esos once siglos el qanat árabe original sufrió sucesivas ampliaciones para aumentar su capacidad a medida que la población fue creciendo.

### Consumo y contaminación
En un principio, tanto el pueblo como los reyes, su generosa corte y la aún más abultada población religiosa del Madrid de los Austrias, bebían de los pozos y fuentes públicas primitivos. El primer capítulo de la infraestructura hidrogeológica y el consumo fue el remozado viaje musulmán llamado de Amaniel, puesto en funcionamiento entre 1610-1621.
El gran enemigo de los viajes de agua madrileños fue su progresiva contaminación. El defecto de origen puede imputársele a los arquitectos de Carlos III que construyeron el alcantarillado de la capital de España (hasta mediados del Dieciocho en la Villa de Madrid se usaban las calles como desagüe para toda la ciudad), pero olvidaron incluir sifones, lo que supuso que los diez mil pozos sépticos creados envenenaron el agua de los «viages». Más tarde, atajado y subsanado el sistema de alcantarillado, se crearon además varias estaciones de depuración de las aguas de los viajes. Las primeras y más importantes fueron la de la plaza de Santa Bárbara (para potabilizar los grandes viajes del Alto Abroñigal y la Castellana); la de la calle de Goya, capaz de depurar casi mil metros cúbicos diarios, para las aguas del Abroñigal Bajo; la de la plaza de Chamberí para las del viaje de Alcubilla; y la de la estación elevadora del viaje de la Fuente de la Reina, el último en construirse, situada en las inmediaciones de la Montaña del Príncipe Pío.

## Tipología del agua

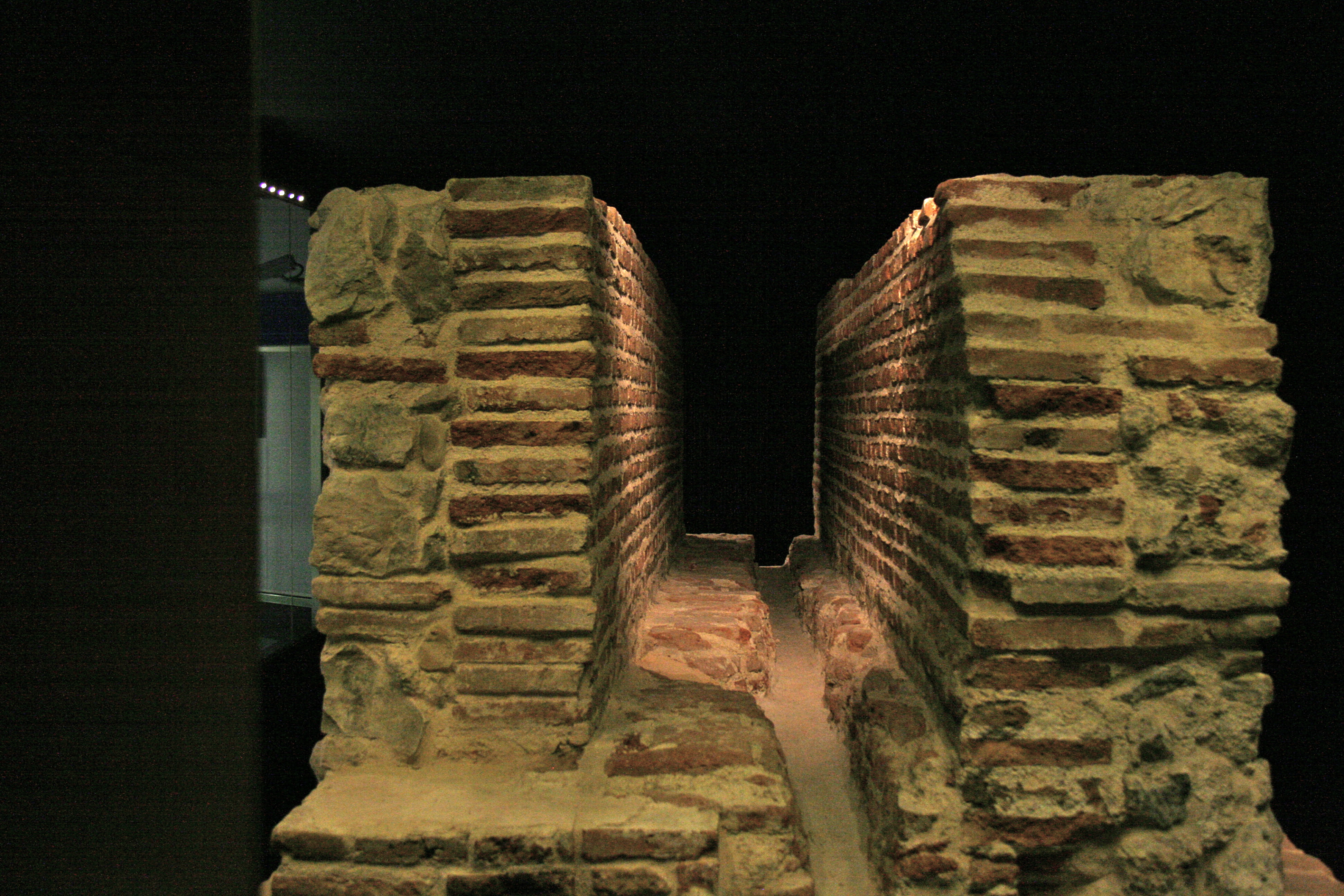
Modelo de obra en una sección del viaje de Amaniel.

Aunque su demostración resulta ya imposible, la calidad del agua, diferenciada en fina y gorda, ha agrupado históricamente los «viages» en:

### Viajes de aguas finas
Alcubilla, Alto y Bajo Abroñigal (con fama de ser la más fina), Fuente Castellana, Alto y Bajo del Retiro (o arroyo de Oropesa), Amaniel (o «de Palacio»), Pascualas, Fuente de la Salud, Caños Viejos, San Dámaso (o arroyo Butarque), Retamar, Fuente del Rey, Conde de Salinas, Casa de Vacas y, en la Casa de Campo, el del arroyo Meaques.

### Viajes de aguas gordas
Fuente del Berro (con fama de ser la más gorda), Leganitos, Contreras, Fuente de la Reina, Prado de San Jerónimo, Caños del Peral, Conde de Salinas, Pajaritos, Harinas, Hospital General, Atocha, Conchas, Neptuno, Toledo, Gremios, Fuente del Zacón, Fuente de Húmera, Fuente de la Casa de Campo.

## Aspectos hidrogeológicos
Depositado a unos dos mil metros de profundidad, el acuífero de la reserva de aguas subterráneas de «la fosa de Madrid» alcanza los tres millones de hectómetros cúbicos de aguas de varia composición química en función de la antigüedad geológica de los suelos. Así, en el denominado «acuífero del Terciario detrítico» quedan diferenciados tres tipos básicos: al norte y noreste, el contenido de los gneis y granitos detríticos cercanos al Guadarrama; en el centro de la Comunidad de Madrid, el rico y extenso playazo de arenas arcillosas; y al sur y sureste de ese imaginario trapecio hidrológico un largo pasillo compuesto básicamente de yesos. En ese inmenso escenario geológico, los protagonistas de los viajes de agua han sido durante siglos los «lentejones» de masas arenosas impregnadas de agua (vexigones de agua subterránea) de un metro de grueso y muy diversa longitud; reservas de sencilla captación bien por bombeo del líquido o por los ingeniosos qanat y sus «viages».

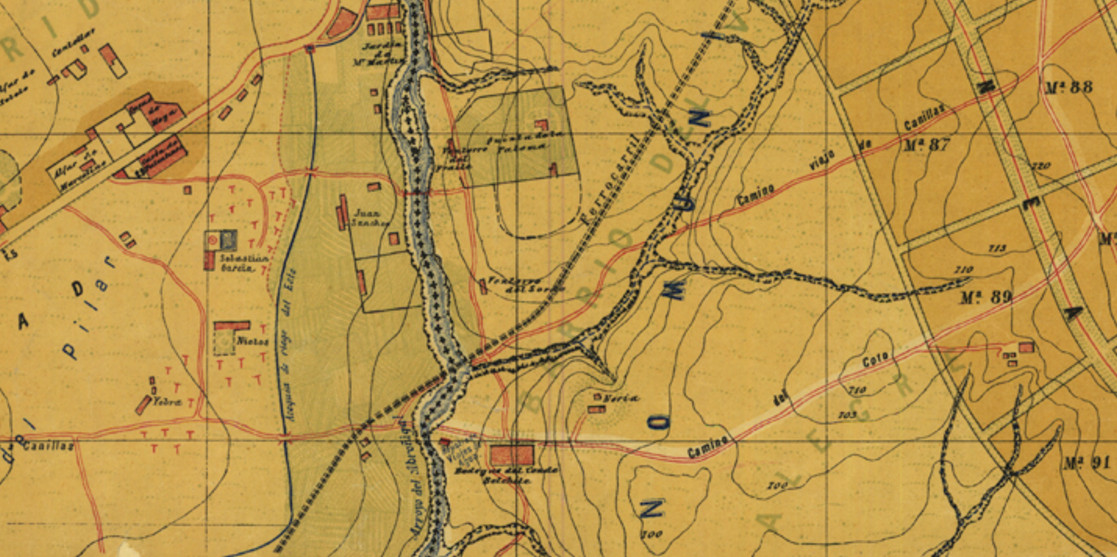
Detalle de la hoja 2 del Plano de Madrid en 1900, dibujado por Cañada. Se aprecia el dibujo rotulado del registro («arca cambija») del viaje de aguas del Alto Abroñigal, en el camino de Canillas.

Es importante señalar que, a pesar de su gran extensión –o quizá por ello mismo–, las aguas del acuífero, lejos de permanecer estancadas, «experimentan flujos y desplazamientos constantes, aunque lentísimos, que se miden en centímetros/ día». Se han registrado todo tipo de movimientos, ascendentes, descendentes, inducidos al parecer por el sistema de recargas producido por las precipitaciones en colinas y collados, y la consecuente red de descargas o afloramientos en los valles intermedios, que generan un mapa de parajes húmedos. Los especialistas observan que «ambos movimientos son, curiosamente, de recorrido curvo y se rigen por algo muy parecido a la teoría de los vasos comunicantes».

### Infiltraciones y afloramientos
Diversos estudios muestran el subsuelo de Madrid como «un gran vaso de 3700 kilómetros cuadrados de aguas subterráneas». A su vez, los hidrogeólogos explican que la alternancia de colinas absorbentes y vaguadas permeables, que permiten el afloramiento en humedales y charcas (en una progresión inversa que tiende a la desaparición de muchos de ellos). No obstante, este afortunado panorama hídrico al pie del Guadarrama está «articulado por hondos sustratos batolíticos dispuestos al modo de las teclas de un piano gigante y a profundidades bajo el nivel del mar». En superficie, contrastan las cotas orográficas de los 760 metros en la reunión de los ríos Jarama y Manzanares, con los 360 en la confluencia del Alberche con el Tajo. En el substrato, el acuífero, rellenándose por sus interfluvios a lo largo de los siglos ha sufrido un considerable descenso desde el comienzo del siglo xxi. Otro aspecto a tomar en cuenta al estudiar los valores potables de este gran acuífero es la progresiva salinización, menos notable en «las áreas graníticas de la sierra y máxima en Talavera».

## Subcuencas hidrográficas del Madrid histórico

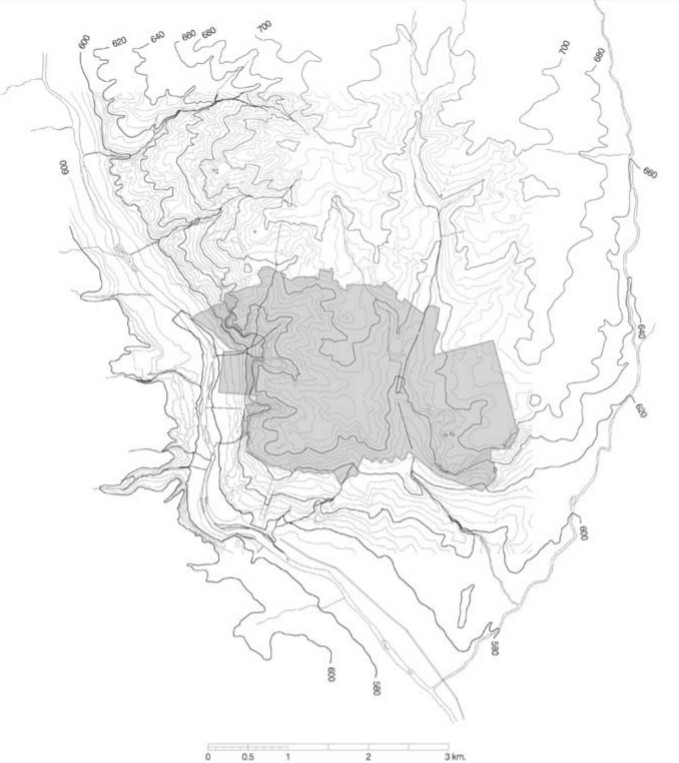
Soporte natural del suelo de Madrid en su perímetro hacia 1850, recogido en el estudio de María José Muñoz sobre las Trazas del agua al Norte de la Villa de Madrid.

Dado que el funcionamiento de los «viages» viene determinado por la ley de la gravedad y su influencia sobre los fluidos, su mejor comprensión o visualización quedará explicada por las diversas vaguadas o cuencas imbríferas de la geografía madrileña, áreas drenadas por los antiguos arroyos que desde su origen determinaron el camino de cada viaje de agua en función del nacimiento del acuífero, su recorrido, el desnivel y la zona a abastecer.
Ingenieros o estudiosos interesados en los «viages» parecen coincidir en la idónea localización del antiguo Madrid, unas «434 hectáreas de superficie levantadas a unos 70 metros sobre la cuenca del río Manzanares» y provisto de «dos vertientes de escorrentía delimitadas por una divisoria norte-sur, y drenadas por quince arroyos cuyas subcuencas vertientes bautizaron las calles cuyos trazados respectivos coinciden con el de los cauces que entonces discurrían por el territorio.» Esos quince arroyos y sus correspondientes cuencas podrían ordenarse sobre el mapa de la ciudad antigua de Madrid, en esta relación, de norte a sur:
- Subcuenca de los Reyes (64,47 hectáreas). Limitada por la calle del Conde Duque, la Glorieta de Bilbao, las calles de Fuencarral, Desengaño y de la Luna, la plaza de los Mostenses, y cerrando por el oeste, las calles de Leganitos y el Duque de Osuna. Tiene su origen en dos antiguos arroyos: el arroyo de los Reyes (que discurría por lo que históricamente será ocupado por las calles de San Onofre, Puebla, Pez, Reyes y Leganitos, hasta la plaza de España, siguiendo por la cuesta de San Vicente hasta desembocar en el río Manzanares; completaba el conjunto de esta subcuenca, el arroyo de la Palma, afluente del de los Reyes, que tomaba nombre por recorrer la calle de la Palma Alta y la de San Bernardo.
- Subcuenca del Barquillo (45,94 hectáreas) creada por el arroyo del Barquillo. Situada entre las cuencas de Recoletos y los Reyes, tenía nacimiento extramuros, en lo que luego sería el barrio de Chamberí. Entraba en la Villa por la calle de Larra y la del Barquillo, y siguiendo la de Alcalá, desembocaba en el arroyo que formó el Paseo del Prado, el más importante en el límite nordeste de la antigua ciudad.
- Subcuenca de Recoletos (15,79 hectáreas), formada por el arroyo del Prado y su legatario, el arroyo de Valnegral, además de los arroyos de las cuencas de la vertiente oriental del casco viejo: Barquillo, Infantas, Prado, Huertas y Atocha.
- Subcuenca de la Flor Baja (15,94 hectáreas). Situada entre las vaguadas de los Reyes y Arenal, y cauce del arroyo de la Flor, cuyo manadero se sitúa en el antiguo callejón de Tudescos, que dejando atrás la calle de Hita y la de Tudescos discurría por las de la Flor Baja y Leganitos, hasta desaguar en el arroyo de los Reyes.
- Subcuenca de las Infantas (26,88 hectáreas), entre las vecinas del Arenal, el Barquillo y el Prado, y formada por el arroyo de las Infantas. Brotaba en el inicio de la calle de las Infantas, en su zona más alta junto a la de Fuencarral, bajaba hacia la calle de Víctor Hugo, y doblaba en la cruz de la calle del Marqués de Valdeiglesias con Alcalá, hasta desembocar en el arroyo del Prado.
- Subcuenca del Arenal (64,68 hectáreas, extensión que llevó a Philip Hauser a considerarla la mayor del antiguo Madrid). Está limitada por la calle de Bailén y la Cuesta de San Vicente al oeste. Corre en diagonal hacia la plaza de Santa Ana, y recoge aguas de la Puerta del Sol, parte de la plaza Mayor y el comienzo de la calle de Alcalá. Creaba el curso del arroyo del Arenal, del que se supone que abastecía al primitivo Alcázar musulmán. Fluía en la calle Sevilla y, atravesando la Puerta del Sol, discurría por la calle del Arenal en busca de la Cuesta de San Vicente y el río Manzanares.
- Subcuenca del Prado (16,88 hectáreas) formada por el arroyo del Prado que, brotando en la plaza de Santa Ana, descendía por la calle del Prado hasta desaguar en el Prado de los Jerónimos.
- Subcuenca de Segovia (46,88 hectáreas). Formaba límite con la gran vaguada del Arenal y era consecuencia del drenaje del arroyo Matrice o arroyo de San Pedro. Desde su manadero en la plaza de Jacinto Benavente discurría por la calle de la Concepción Jerónima hasta Puerta Cerrada en busca del Manzanares por la pendiente de la calle de Segovia, formando uno de los más escarpados y míticos barrancos madrileños, al pie de las Vistillas.
- Subcuenca de Huertas (15,16 hectáreas), creada por el arroyo de las Huertas desde su nacimiento a la altura de la calle del León. Bajaba por la calle de Santa María, la Costanilla de los Desamparados y, ya por la Huertas, desembocaba en el arroyo del Prado.
- Subcuenca de San Francisco (18,44 hectáreas). Limitada por la Carrera de San Francisco y drenada por el arroyo de San Francisco, tenía su manadero entre las calles de Oriente y Luciente, que descendía por la carrera de San Francisco hasta desembocar en Las Vistillas.
- Subcuenca de Toledo (18,12 hectáreas). Situada en el ángulo suroeste del centro histórico de Madrid, al este de la cuenca de San Francisco, estuvo drenada por el arroyo de la Arganzuela, que nacía en la calle de Toledo, junto a la plaza de la Cebada, y discurría por la calle de Arganzuela hasta desaguar en el portillo del Campillo del Mundo Nuevo.
- Subcuenca de la Ribera de Curtidores (17,96 hectáreas). Situada al este de la vecina cuenca de las calles de Toledo y la Arganzuela, y drenada por el arroyo del Rastro que nacía en «cerrillo del Rastro» o «plazuela del matadero» y corría en dirección sur por toda la Ribera de Curtidores en busca de la cuenca del río Manzanares.
- Subcuenca de Embajadores (11,25 hectáreas), la de menor superficie de las formadas en el conjunto del casco histórico de Madrid. Comprendida entre las calles de Embajadores, Mesón de Paredes y parte de la calle del Amparo. Formada por la vaguada del arroyo de Embajadores que iniciaba su drenaje en el «cerrillo del Rastro». Tras un sinuoso recorrido cruzando la calle del Oso, Cabestreros y Sombrerete, desembocaba en la vaguada de la Ronda de Valencia.
- Subcuenca de Valencia (43,73 hectáreas). Drenó las escorrentías de dos arroyos, el de Lavapiés y el del Ave María, que tras reunirse en la plaza de Lavapiés corrían por la calle de Valencia hasta el arroyo de Embajadores.
- Subcuenca de Atocha (11,88 hectáreas), drenada por el arroyo de Atocha, que nacía en la plaza de Antón Martín y se vertía a lo largo de la calle Atocha hasta desaguar en el Prado.[15]